# Glassonby
Glassonby – wieś w Anglii, w Kumbrii, w dystrykcie (unitary authority) Westmorland and Furness. Leży 26 km na południowy wschód od miasta Carlisle i 396 km na północny zachód od Londynu. W 2001 miejscowość liczyła 314 mieszkańców.